# Trường Cao đẳng Y tế Đồng Tháp
Trường Cao đẳng Y tế Đồng Tháp là trường công lập nằm trong hệ thống giáo dục đại học. Tiền thân của trường là trường Trung Cấp Y tế Đồng Tháp (thành lập năm 1980) có nhiệm vụ đào tạo nguồn nhân lực Y tế bậc Trung học và dưới Trung học nằm phục vụ cho sự nghiệp bảo vệ và chăm sóc sức khoẻ nhân dân. Trước đó, trường Trung Cấp Y tế Đồng Tháp là trường Sơ cấp Y tế đào tạo y tá và dược tá từ sau 30/4/1975.
Sau hơn 30 năm hình thành và phát triển, đến ngày 09 tháng 04 năm 2011 trường Trung Cấp Y tế Đồng Tháp đã được nâng cấp thành trường Cao đẳng Y tế (QĐ số 1407/QĐ-BGDĐT ngày 9/4/2011 của Bộ trưởng Bộ GDĐT).

## Lịch sử hình thành
Vào tháng 4 năm 1979, trường khai giảng khoá trung cấp y tế đầu tiên đào tạo ngành Y sỹ đa khoa với 140 học sinh.
Năm 1980, trường được chính thức thành lập theo Quyết định số 64/TC-CB ngày 27 tháng 10 năm 1980 của UBND Tỉnh Đồng Tháp. Trường có trụ sở ở xã Hoà An, Thị xã Cao Lãnh.
Từ khi trường được thành lập đến cuối năm 2008 trường đã tổ chức đào tạo:
- Giai đoạn từ năm 1979 đến 1985, trường thực hiện nhiệm vụ đào tạo cán bộ y tế tập trung ngành Y sỹ đa khoa với quy mô đào tạo từ 400 – 600 học sinh hàng năm.
- Từ năm 1986 đến 2002 đào tạo mở rộng các ngành khác như: Y sỹ tuyến cơ sở, Hộ sinh trung học, Điều dưỡng trung học, Dược sĩ trung học, Y sỹ định hướng sản – nhi, Y sỹ định hướng Y tế dự phòng và Y sỹ định hướng Y học cổ truyền. Đặc biệt trong giai đoạn này trường đào tạo 2 lớp Y sỹ đa khoa cho Campuchia với 51 học viên.
- Từ năm 2002 đến nay, trường tập trung đào tạo các ngành: Điều dưỡng đa khoa trung học, Hộ sinh trung học, Dược sĩ trung học.
- Từ năm học 2008-2009, trường đào tạo thêm ngành: Y sỹ đa khoa định hướng Y học dự phòng và Y học cổ truyền.
- Công tác đào tạo nghề: từ năm 1991 đến nay trường tổ chức đào tạo nghề Dược tá.